# Grundering
Grundering är en beläggning som anbringas en yta som skall bemålas. Syftet är ofta att ge målarfärgen bättre grepp och skapa jämnare resultat. Grunderingen är ofta ekonomiskt fördelaktig, genom att den minskar åtgången av ytskiktens färg, som kan vara avsevärt mycket dyrare. Ett viktigt syfte med grunderingen kan också vara att upprätta en barriär mellan målarfärg och underlag, i fall de inte fungerar bra ihop.
Inom målarkonst och en del hantverk används olika typer av gesso för grunderingen, varav den limbaserade typen i vissa sammanhang även kallas kredering. Den limbaserade gesson passar dock inte på flexibla underlag som målarduk, där man istället kan få en bra grund med ett lämpligt limpreparat för isolering av underlaget, följt av akrylgesso (förutsatt att hudlim inte använts) eller en oljebaserad gesso, även kallad oljegrund.